# Kosasia thargelia
Kosasia thargelia är en insektsart som beskrevs av Rauno E. Linnavuori 1979. Kosasia thargelia ingår i släktet Kosasia och familjen dvärgstritar. Inga underarter finns listade i Catalogue of Life.